# Kjerre Station
Kjerre Station (Kjerre stoppested) var en jernbanestation på Numedalsbanen, der lå ved Kjerre i Rollag kommune i Norge.
Stationen åbnede som holdeplads med ekspedition af passagerer og gods 20. november 1927, da banen blev taget i brug. Den blev nedgraderet til holdeplads 1. november 1957. Trafikken på strækningen mellem Rollag og Rødberg, hvor stationen ligger, blev indstillet 1. januar 1989, hvorved stationen blev nedlagt.
Stationsbygningen blev opført allerede i 1921 efter tegninger af NSB Arkitektkontor. I 1996 blev den købt af en fond, og den fungerer nu som lejr for Frogner skole.